# Дом Порхуновых
Дом Порхуновых — памятник истории и культуры в историческом центре Нижнего Новгорода. Здание построено не позже 1872 года. Перестроено в период 1897—1918 годов.   
Является примером нижегородской деревянной городской застройки второй половины XIX — начала XX веков. Характерный пример массовой жилой застройки второй половины XIX века, типичной для мещанских слоёв населения Нижнего Новгорода.
Обладает мемориальной ценностью, как «дом, в котором жил „в людях“ А. М. Горький».

## История

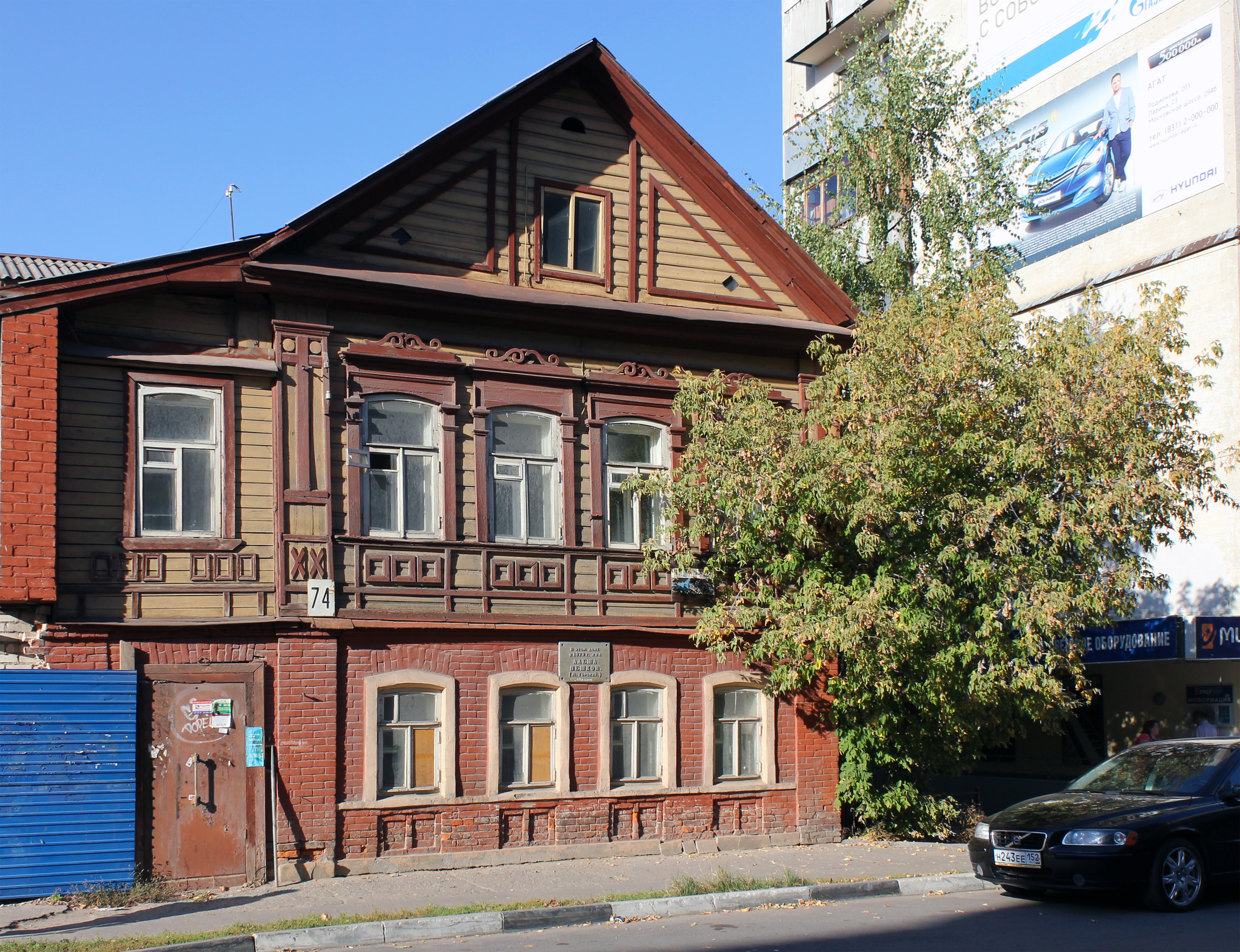
До реставрации.

Территория, где расположен дом, исторически находилась за пределами средневекового Большого острога и примыкала к улице Ильинской и Ямской слободе. Застройка района носила усадебный характер с расположением деревянных домов по красным линиям улиц, с пристройками различного назначения в глубине участков. Согласно архивным данным до 1872 года на участке были выстроены деревянный на каменном полуэтаже дом и деревянный флигель, находившиеся в собственности жены нижегородского купца Анны Петровны Порхуновой.
Считается, что в этом доме, у Леонтия Порхунова, с 1879 по 1880 год жил «в людях» одиннадцатилетний Алёша Пешков, в будущем известный писатель Максим Горький. На первом этаже, по воспоминаниям Горького, располагался обувной магазин.
В период 1897—1918 годов деревянный дом был перестроен в дом смешанный двухэтажный с мезонином, существование которого подтверждается натурными исследованиями кровли.
После национализации в 1918 году, дом также перестраивался. В современный период утрачено здание флигеля (дом № 72), снесённое при тотальной расчистке исторического квартала под строительство элитного жилого комплекса «Симфония Нижнего».          

## Архитектура

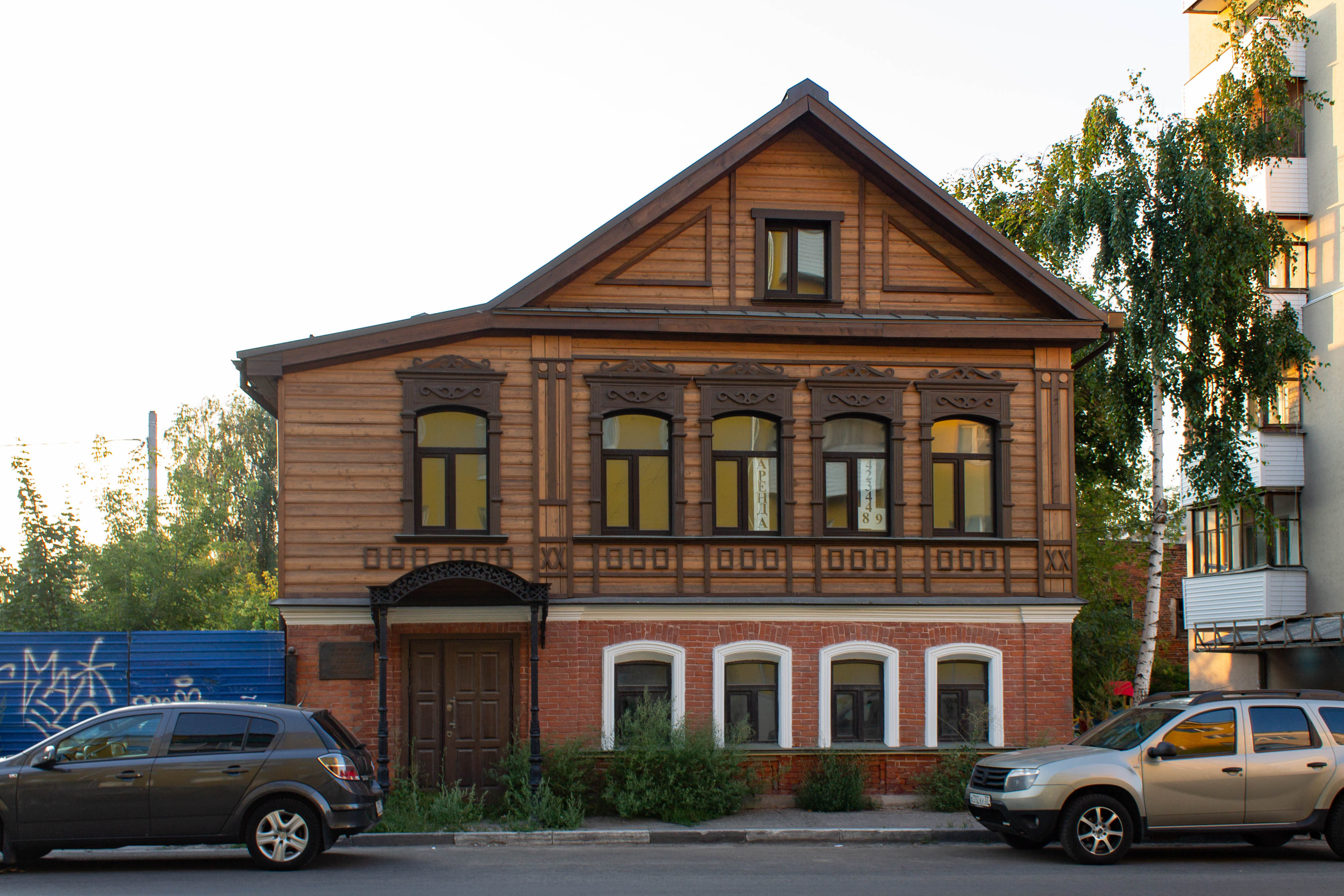
Фасад.

Дом двухэтажный прямоугольный в плане. первый этаж кирпичный, второй — деревянный, сложен из брёвен. Крыша до перестройки 1918 года была вальмовой, с врезанным мезонином. В настоящее время двускатная. Слева примыкает объём сеней. 
Главный фасад решён в пять световых осей, завершён треугольным фронтоном. Первый этаж окрашен по кирпичу, междуэтажный карниз частично выделен штукатурной тягой. Подоконная часть стены декорирована нишами. Фасадная часть по второму этажу обшита калёванной доской, окрашенной в два цвета, с выделением деревянных деталей декора: наличников окон с прямоугольными сандриками, декоративных прямоугольных элементов, карнизов, обрамления лопаток. Подзор венчающего карниза подшит досками. Венчающий фронтон зашит калёванной доской и оформлен накладными досками и прямоугольным окном.                    